# Autódromo do Estoril
Autódromo do Estoril er et portugisisk motorsportsanlæg beliggende ved byen Estoril, 30 kilometer vest for Lissabon. Fra 1984 til 1996 blev Portugals Grand Prix i Formel 1-serien kørt her.

## Historie
Banen blev bygget i 1972 på en klippefyldt undergrund ved landsbyen Alcabideche, ni kilometer fra Estoril. Den originale bane har flere højdeforskelle, og havde en længde på 4.350 meter, med to skarpe hårnålesving. Der kan i alt være 45.000 siddende tilskuere på Estoril.
I årene 1975-1978 overtog den portugisiske stat ejerskabet af banen, og postede et stort beløb i en renovering af anlægget. Fra 1984-sæsonen blev der første gang kørt Formel 1 på Estoril, og første gang i Portugal siden 1966, hvor der blev kørt på gadebanen i Cascais. Til og med 1996-sæsonen blev der årligt kørt Formel 1 på Estoril.
I sæsonerne 2020 og 2021 blev Formel kalenderen ændret flere gange på grund af Covid19 pandemien, og Portugas Grand Prix blev kørt på Algarve International Circuit, også kendt som Portimão Circuit.
Layoutet af banen blev modificeret i 2000, og længden blev reduceret til 4.182 meter.

## Vindere af Formel 1 i Estoril
| År   | Vinder             | Konstruktør         | Tid           | Banelængde | Runder | Fart         | Dato          |
| ---- | ------------------ | ------------------- | ------------- | ---------- | ------ | ------------ | ------------- |
| 1984 | Alain Prost        | McLaren-TAG-Porsche | 1:41:11,753 t | 4,350 km   | 70     | 180,541 km/t | 21. oktober   |
| 1985 | Ayrton Senna       | Lotus-Renault       | 2:00:28,006 t | 4,350 km   | 67     | 145,160 km/t | 21. april     |
| 1986 | Nigel Mansell      | Williams-Honda      | 1:37:21,900 t | 4,350 km   | 70     | 187,644 km/t | 21. september |
| 1987 | Alain Prost        | McLaren-TAG-Porsche | 1:37:03,906 t | 4,350 km   | 70     | 188,224 km/t | 20. september |
| 1988 | Alain Prost        | McLaren-Honda       | 1:37:40,958 t | 4,350 km   | 70     | 187,034 km/t | 25. september |
| 1989 | Gerhard Berger     | Ferrari             | 1:36:48,546 t | 4,350 km   | 71     | 191,418 km/t | 24. september |
| 1990 | Nigel Mansell      | Ferrari             | 1:22:11,014 t | 4,350 km   | 61     | 193,725 km/t | 23. september |
| 1991 | Riccardo Patrese   | Williams-Renault    | 1:35:42,304 t | 4,350 km   | 71     | 193,626 km/t | 22. september |
| 1992 | Nigel Mansell      | Williams-Renault    | 1:34:46,659 t | 4,350 km   | 71     | 195,521 km/t | 27. september |
| 1993 | Michael Schumacher | Benetton-Ford       | 1:32:46,309 t | 4,350 km   | 71     | 199,748 km/t | 26. september |
| 1994 | Damon Hill         | Williams-Renault    | 1:41:10,165 t | 4,360 km   | 71     | 183,589 km/t | 25. september |
| 1995 | David Coulthard    | Williams-Renault    | 1:41:52,145 t | 4,360 km   | 71     | 182,328 km/t | 24. september |
| 1996 | Jacques Villeneuve | Williams-Renault    | 1:40:22,915 t | 4,360 km   | 70     | 182,423 km/t | 22. september |